# Браян Гарсія (мексиканський футболіст)
Браян Гарсія (ісп. Brian García; нар. 31 жовтня 1997, Леон) — мексиканський футболіст, півзахисник клубу «Толука» та національної збірної Мексики. Виступав також за клуби «Сімарронес де Сонора» та «Некакса».

## Клубна кар'єра
Браян Гарсія народився 1997 року в місті Леон. Займався в юнацьких команд футбольних клубів «Тіхуана» та її фарм-клубу «Тіхуана Прем'єр», а також у юнацькій команді клубу «Кафесса Халіско». У професійному футболі дебютував 2018 року виступами за команду «Тіхуана», проте за основний склад команди так і не зіграв. У 2020 році футболіст грав у складі клубу «Сімарронес де Сонора». У 2021 році Гарсія перейшов до складу клубу «Некакса», в якому грав до 2023 року, в якому став гравцем основного складу команди. З 2023 року Браян Гарсія грає у складі клубу «Толука» приєднався 2023 року. Станом на 19 листопада 2024 року відіграв за команду з Толука-де-Лердо 66 матчів в національному чемпіонаті.

## Виступи за збірну
У 2023 році Браян Гарсія дебютував у складі національної збірної Мексики. У складі збірної був учасником розіграшу Кубка Америки 2024 року у США. Станом на листопад 2024 року зіграв у складі збірної 2 матчі, в яких забитими м'ячами не відзначився.